# 阪口和久
阪口和久（さかぐち かずひさ、1960年〈昭和35年〉4月23日 - ）は、和歌山県出身の脚本家、小説家、作詞家、プロデューサー。元スタジオぴえろ所属。日本脚本家連盟会員。

## 主な作品

### シリーズ構成
- HAUNTEDじゃんくしょん（1997年） - 西園悟と共同。
- パッタ ポッタ モン太（2006年）

### 脚本
- ノンタンといっしょ（1992年）
- とっても!ラッキーマン（1994年 - 1995年）
- カラオケ戦士マイク次郎（1994年 - 1995年）
- クレヨンしんちゃん (アニメ)（1994年 - ）
- 忍たま乱太郎（1994年 - ）
- ふしぎ遊戯（1995年 - 1996年）
- クマのプー太郎（1995年 - 1996年）
- 逮捕しちゃうぞ（1996年 - 1997年）
- ギャートルズ（1996年）
- みすて♡ないでデイジー（1998年）
- 花さか天使テンテンくん（1998年 - 1999年）
- ムーぽん（1999年）
- レレレの天才バカボン（1999年 - 2000年）
- ゾイド -ZOIDS-（1999年 - 2000年）
- ぐるぐるタウンはなまるくん（1999年 - 2001年）
- 超GALS! 寿蘭（2001年 - 2002年）
- ベイベーばあちゃん（2002年）
- 美鳥の日々（2004年）
- Prayersプレイヤーズ（2005年、OVA）
- トランスフォーマー ギャラクシーフォース（2005年）
- 吉宗（2006年）
- 家庭教師ヒットマンREBORN!（2006年 - ）
- 劇場版 忍たま乱太郎 ドクタケ忍者隊最強の軍師（2024年）[1]

### ゲーム脚本
- メガミの笑壺（2006年）

### 作詞
- たたかえ!はなまるキング、たたかえ!はなまる王子（ともに作曲：伝田一正、歌：はなまる楽団。『ぐるぐるタウンはなまるくん』挿入歌、『ぐるぐるタウンはなまるくん ザ・ヒットパレード 2』収録）
- パッタ ポッタ モン太のうた（作曲：岩崎貴文、歌：Sister MAYO。『パッタ ポッタ モン太』オープニング・テーマ）
- 愛と正義のドクタケ忍者隊（作曲：馬飼野康二、歌：稗田八方斎〈間宮康弘〉。『劇場版 忍たま乱太郎 ドクタケ忍者隊最強の軍師』挿入歌）

### プロデューサー
- 忍者戦士飛影（1985年 - 1986年） - 制作進行
- おそ松くん（1988年 - 1989年） - 文芸進行
- 平成天才バカボン（1990年） - アシスタントプロデューサー
- おれは直角（1991年）

### 小説
- 卒業III-恋しくて…（1998年、電撃文庫）
- 小説 落第忍者乱太郎 ドクタケ忍者隊最強の軍師（2013年、あさひコミックス）

### 舞台脚本
- ミュージカル「忍たま乱太郎」第三弾 山賊砦に潜入せよ（2012年）
- ミュージカル「忍たま乱太郎」第四弾 最恐計画を暴きだせ!!（2013年）
- ミュージカル「忍たま乱太郎」第九弾 忍術学園陥落！夢のまた夢!?（2018年）